# ميليتيلو روزمارينو
ميليتيلو روزمارينو (بالإيطالية: Militello Rosmarino)‏ هي بلدية في مقاطعة ميسينا في صقلية الإيطالية.

## السكان
في سنة 1861 بلغ عدد السكان 1٬680 نسمة، وتطور العدد ليصل في سنة 2011 لـ 1٬334 نسمة.
يظهر هذا المخطط البياني تطور النمو السكاني لـ ميليتيلو روزمارينو